# Glistnik jaskółcze ziele

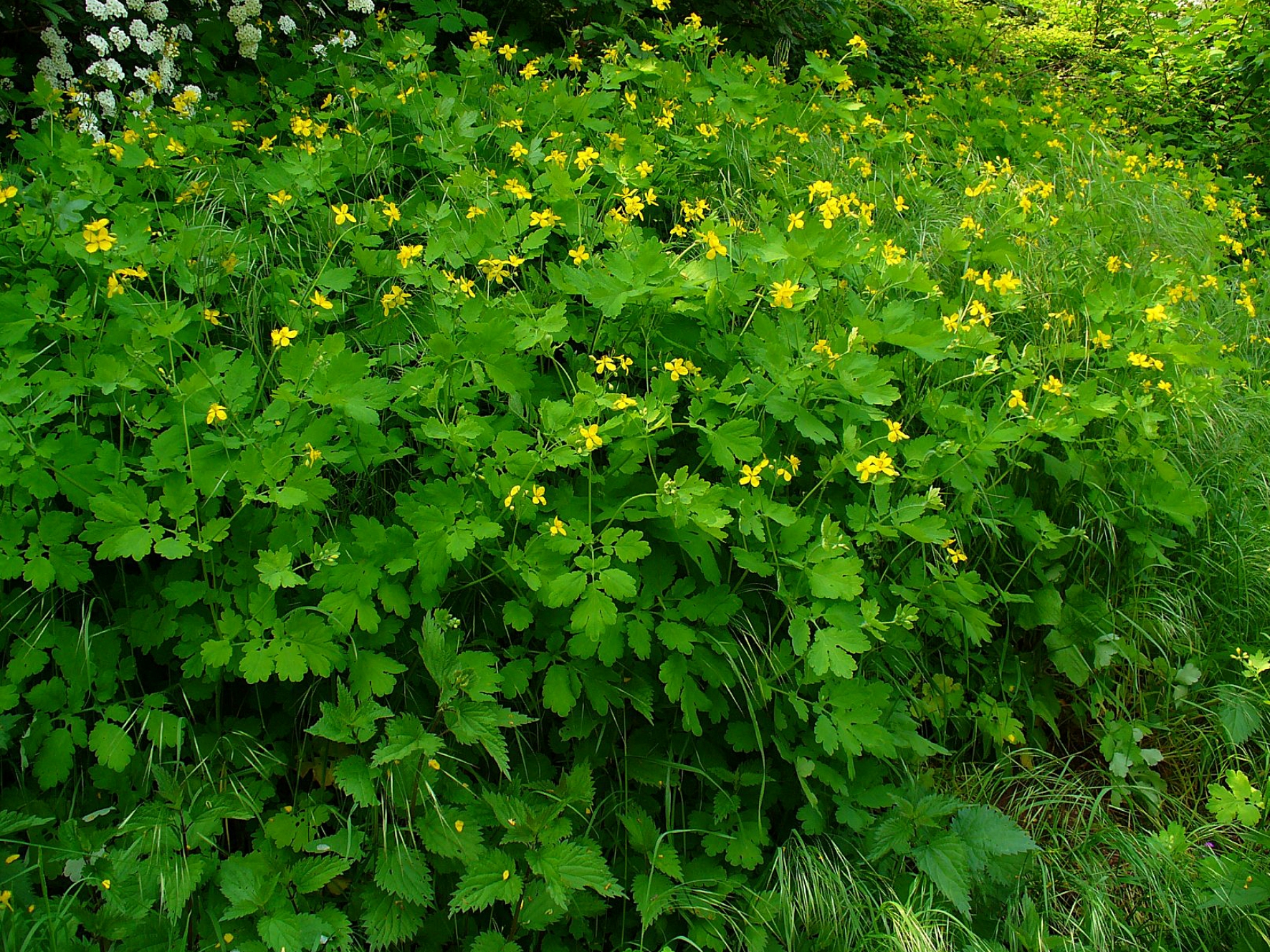
Pokrój

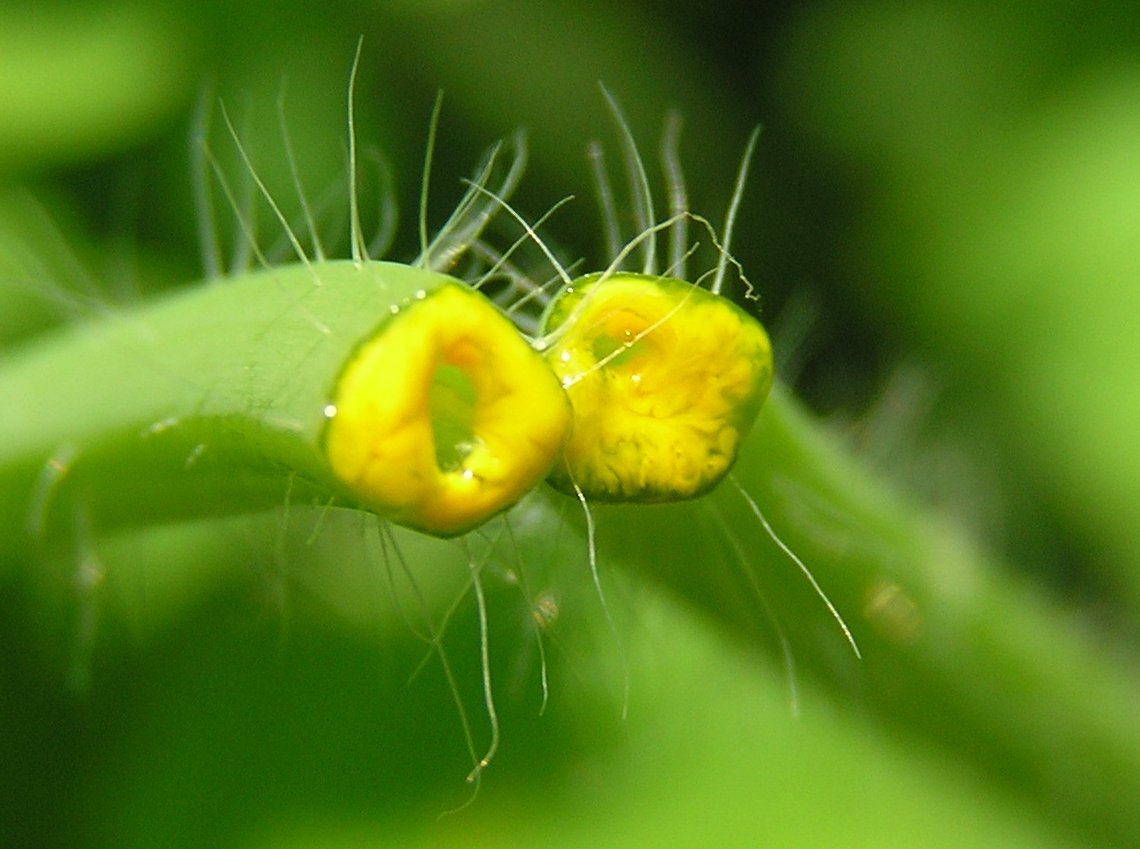
Przełamana łodyga glistnika,
widoczny wyciekający sok i delikatne włoski

Glistnik jaskółcze ziele (Chelidonium majus L.) – gatunek byliny z rodziny makowatych (Papaveraceae). Jedyny przedstawiciel monotypowego rodzaju glistnik (Chelidonium). Jest rozpowszechniony w strefie klimatu umiarkowanego w Eurazji, poza tym zawleczony został także na inne kontynenty. W Polsce jest pospolity na całym obszarze. Roślina ma długą tradycję zastosowań leczniczych, sięgającą starożytności. Zawiera liczne alkaloidy działające rozkurczowo na mięśnie gładkie, poza tym preparaty z ziela działają żółciopędnie, przeciwbakteryjnie, uspokajająco, przeciwbólowo. Charakterystyczny, żółtopomarańczowy sok mleczny używany jest w lecznictwie ludowym do usuwania kurzajek. Od początków XXI wieku stosowanie ziela glistnika i jego alkaloidów w lecznictwie jest ograniczane z powodu potwierdzonej hepatotoksyczności.

## Rozmieszczenie geograficzne
Zasięg geograficzny gatunku obejmuje rozległe obszary Eurazji. Rośnie niemal w całej Europie z wyjątkiem północnej części Półwyspu Skandynawskiego i Islandii. Glistnik obecny jest także na Maderze i Wyspach Kanaryjskich, w Maroku i północnej części Algierii. W Azji rośnie szerokim pasem od zachodu po Daleki Wschód, z wyjątkiem południowej części kontynentu i północnych jego krańców. Południowa granica zasięgu biegnie przez Turcję, Iran, Kazachstan i południowe Chiny. Najdalej na wschód sięga Wysp Japońskich.
Gatunek został introdukowany na różnych obszarach w strefie klimatu umiarkowanego. Obecny jest na Azorach, na rozległych obszarach Ameryki Północnej (w Nowej Anglii opisany pierwszy raz w 1676, po wieku już był gatunkiem pospolitym) oraz na Nowej Zelandii.
W Polsce gatunek jest szeroko rozpowszechniony z wyjątkiem najwyższych gór. W Tatrach rośnie do wysokości ok. 950 m n.p.m., w Bieszczadach do ok. 600 m n.p.m., w Karkonoszach do 850 m n.p.m.

## Morfologia
PokrójRoślina silnie gałęzista (rozgałęzienia widlaste) o wysokości od 0,3 do 1 m.
ŁodygaOkrągła na przekroju. Za młodu rzadko, odstająco owłosiona, zwłaszcza w węzłach. Z czasem łysieje. Wewnątrz pusta i przeważnie zapadnięta.
KorzeńPalowy system korzeniowy z grubym (1 cm średnicy), stożkowatym i czarnobrązowym korzeniem głównym i bardzo licznymi korzeniami bocznymi.
LiścieOdziomkowe, dolne liście mają ogonek długości 2–5 cm. Ich blaszka liściowa o długości do 8–20 cm jest pierzastosieczna, o 5-7 odcinkach jajowatych do kolistych, nierówno, głęboko wcinanych lub karbowanych. Górne liście są krótsze, 3-klapowe, krótkoogonkowe (ogonek długości 5-15 mm). U nasady ogonek liści rozszerza się i słabo obejmuje łodygę. Liście z wierzchu są jasnozielone, a spodem jasnosine i tu słabo owłosione.

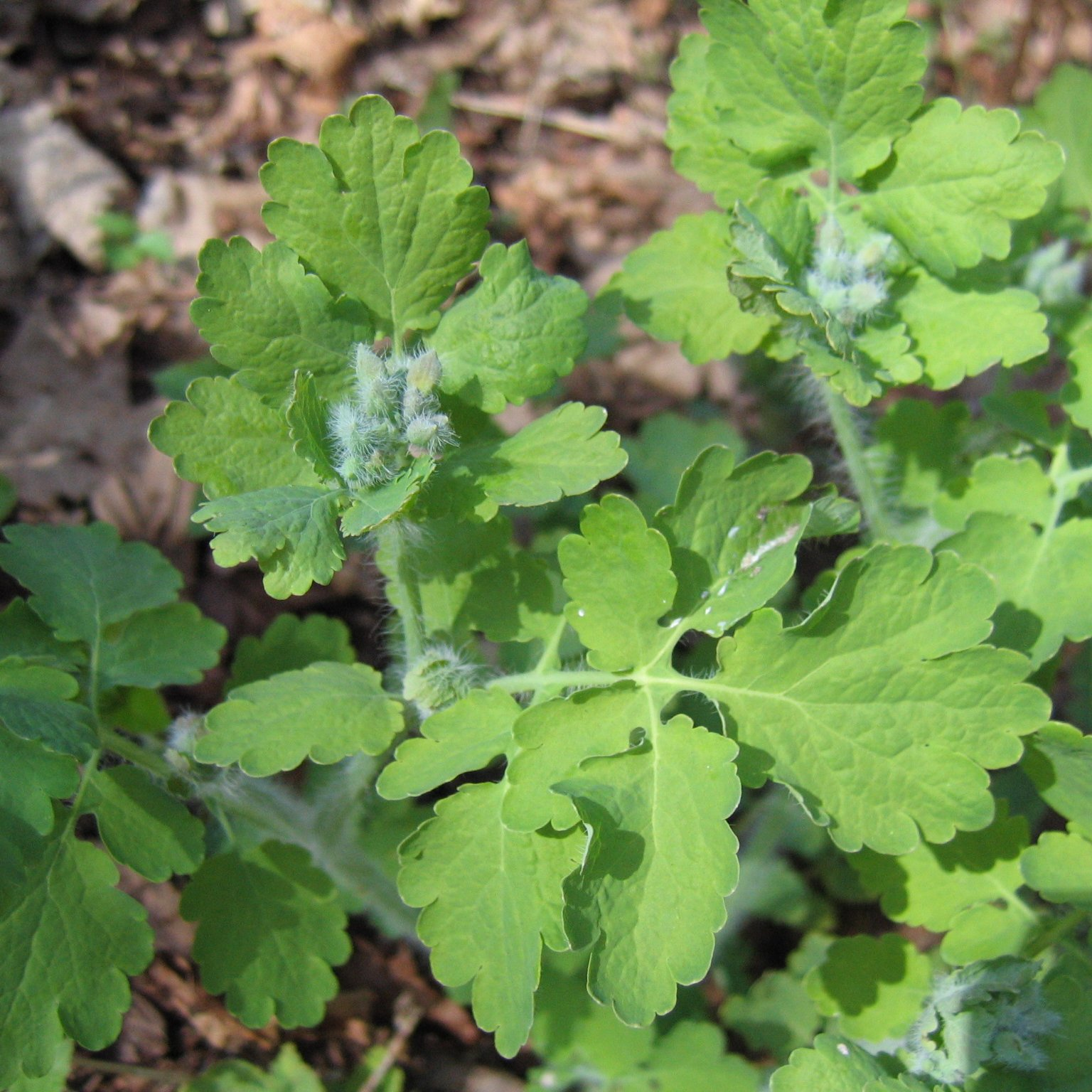
Silnie owłosione młode pędy
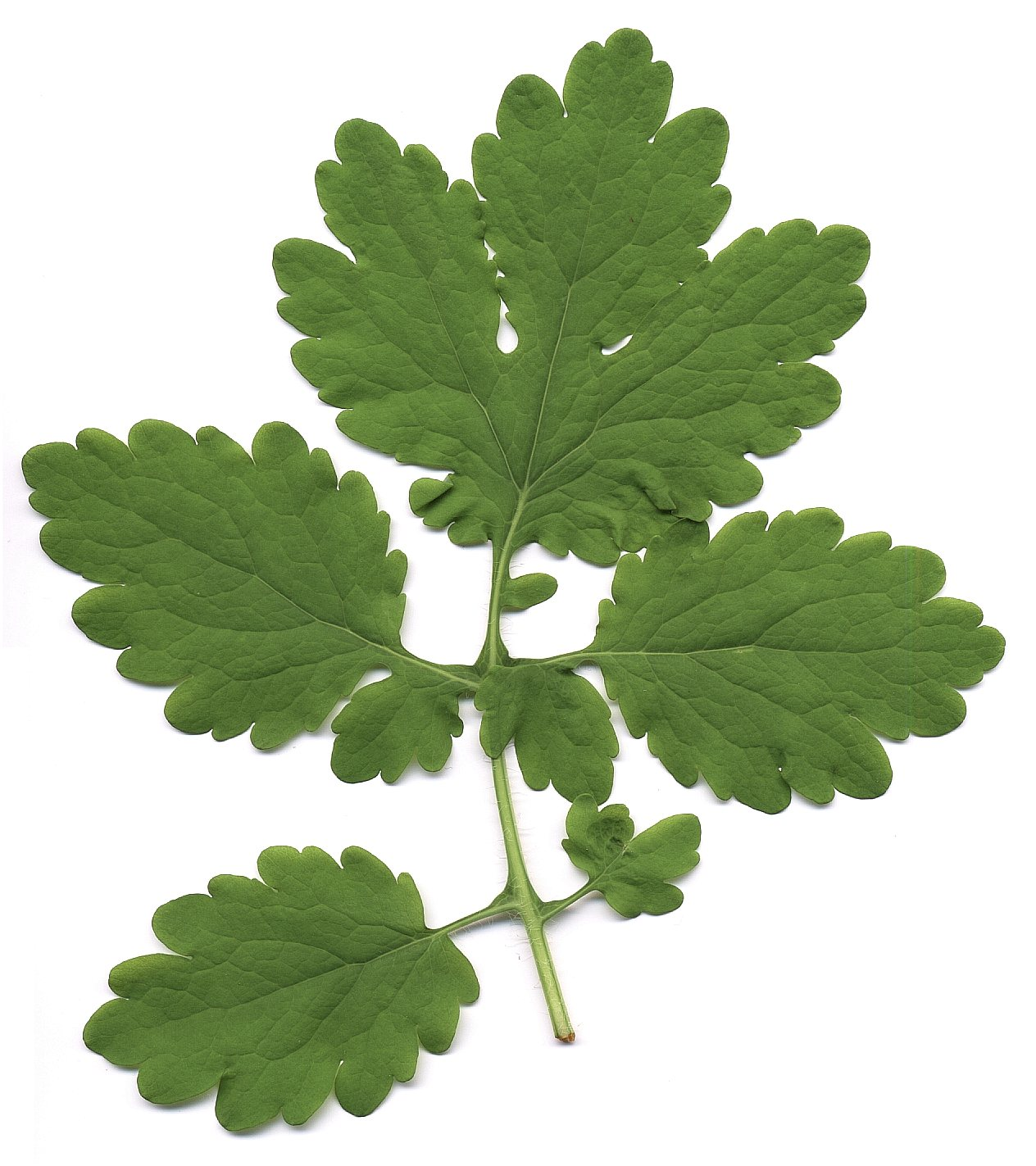
Liść
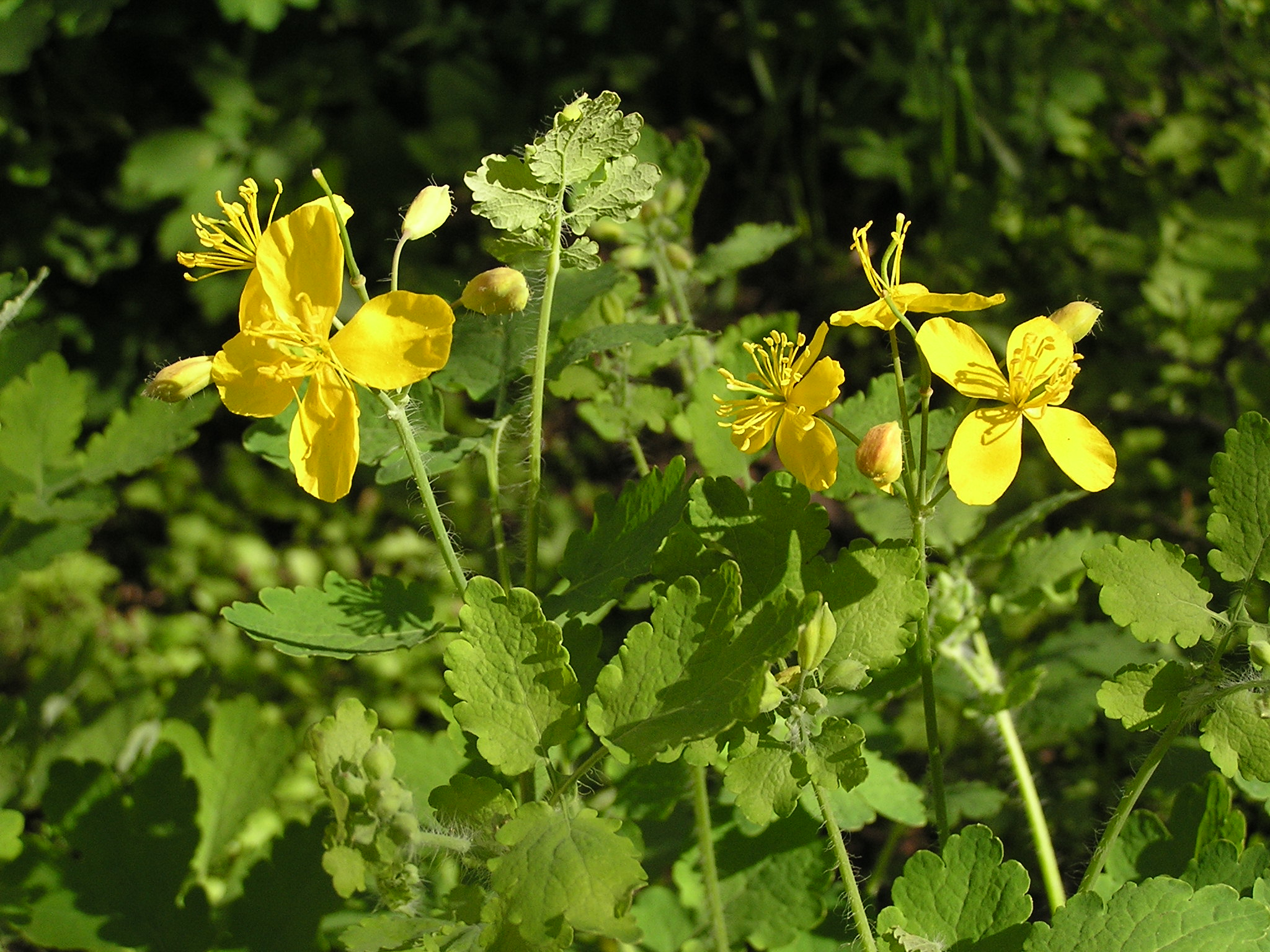
Kwitnące rośliny

KwiatySkupione po 3 do 8 w baldaszkach wspartych drobnymi podsadkami o długości do 1–2 mm. Szypułki kwiatowe o długości 2–8 cm, są za młodu owłosione, później nagie. Kwiaty o średnicy do 2,5 cm. Korona składa się z 4 odwrotnie jajowatych płatków o długości ok. 1 cm. Kielich tworzą 2 szybko odpadające, nagie lub rzadko owłosione i żółtozielone działki o długości 5–8 mm. Słupek dwukrotny, składa się z wydłużonej, jednokomorowej i zielonej zalążni o długości do 8 mm, z krótką szyjką (ok. 1 mm długości) i dwudzielnym znamieniem. Pręciki liczne, żółte, z nitkami w górnej części zgrubiałymi, o długości ok. 8 mm.
OwocRównowąska, zielona torebka, pękająca dwiema klapami od nasady ku szczytowi. Wyglądem swym przypomina łuszczynę. Ma długość do 2–5 cm i szerokość 2–3 mm. Zawiera bardzo liczne nasiona, które są czarne lub ciemnobrązowe, błyszczące, lekko nerkowate, o długości ok. 1,2–1,6 mm i grubości ok. 1 mm, zaopatrzone w biało-żółtawy, mięsisty, grzebykowaty elajosom. Powierzchnia nasiona jest błyszcząca (z czasem matowieje) i delikatnie siatkowana. 1000 nasion waży 0,7 g.
Gatunki podobneW stanie wegetatywnym glistnik jest bardzo trudny do odróżnienia od północnoamerykańskiego gatunku styloforum dwulistne (Stylophorum diphyllum).

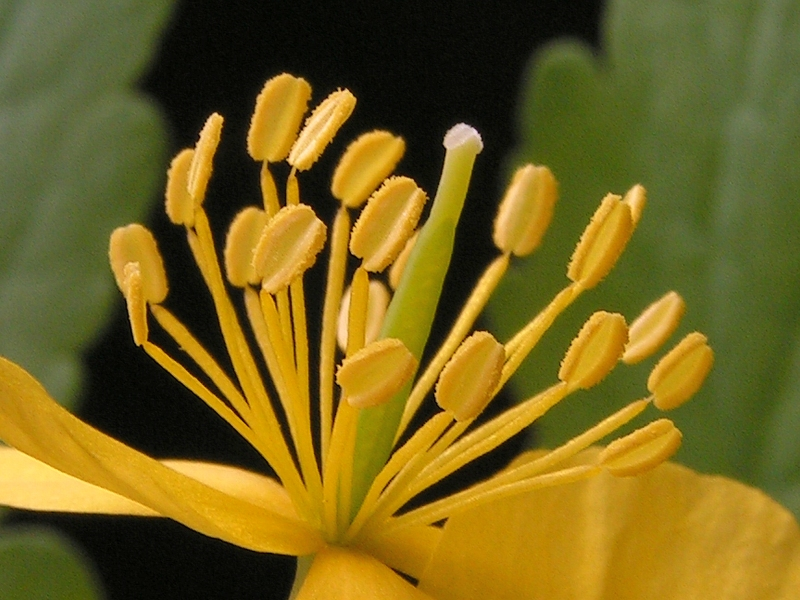
Pręciki i słupek w kwiecie
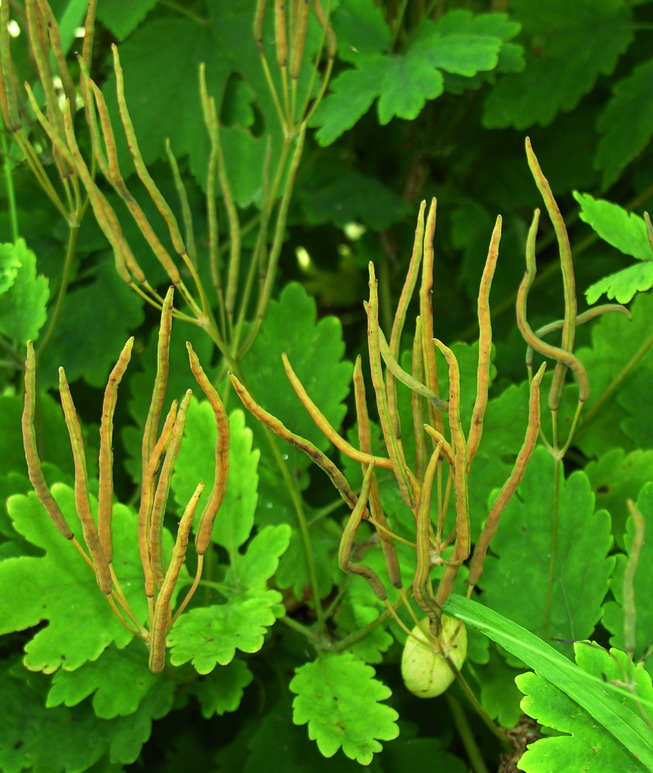
Owoce
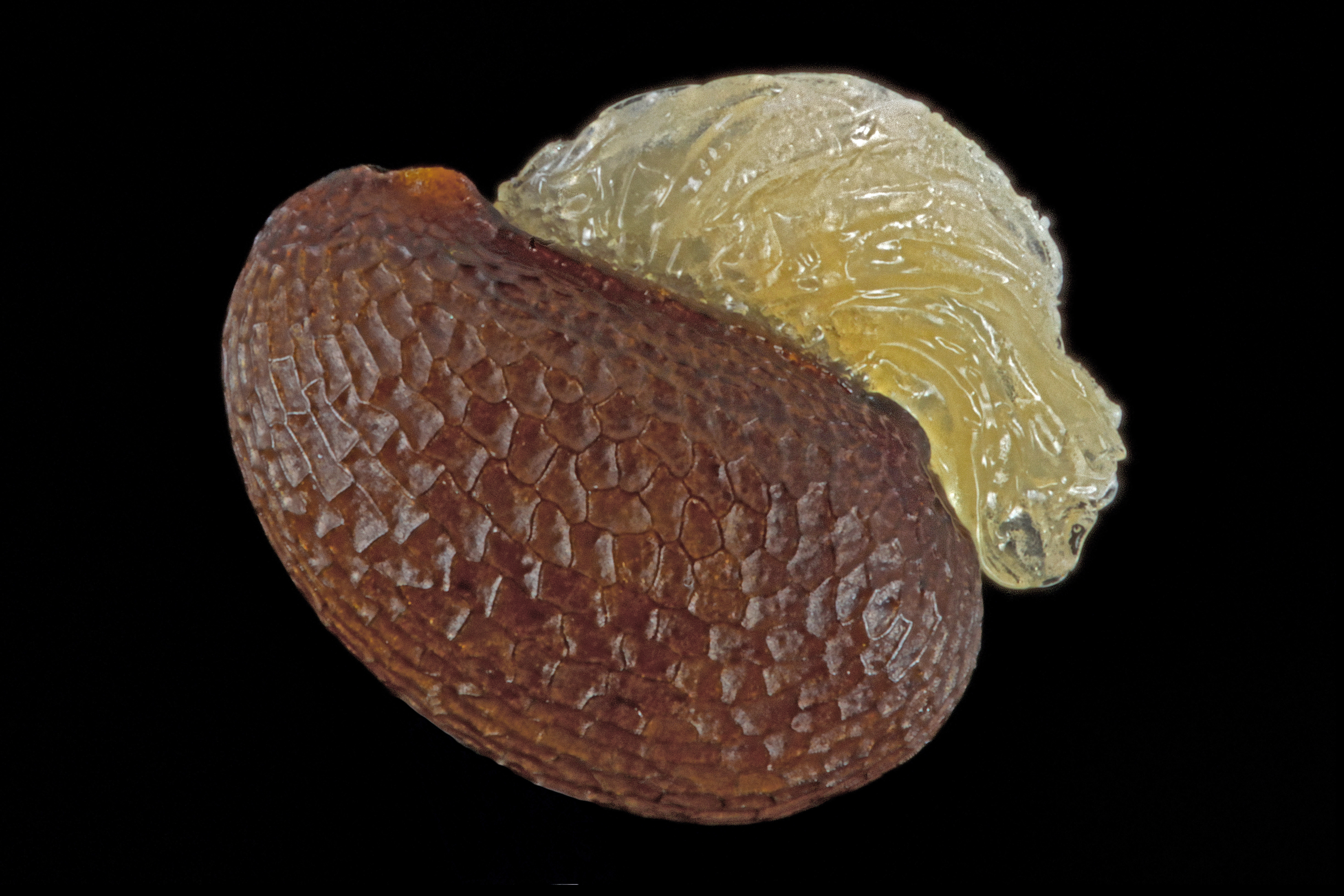
Nasiono z elajosomem

## Biologia

### Rozwój

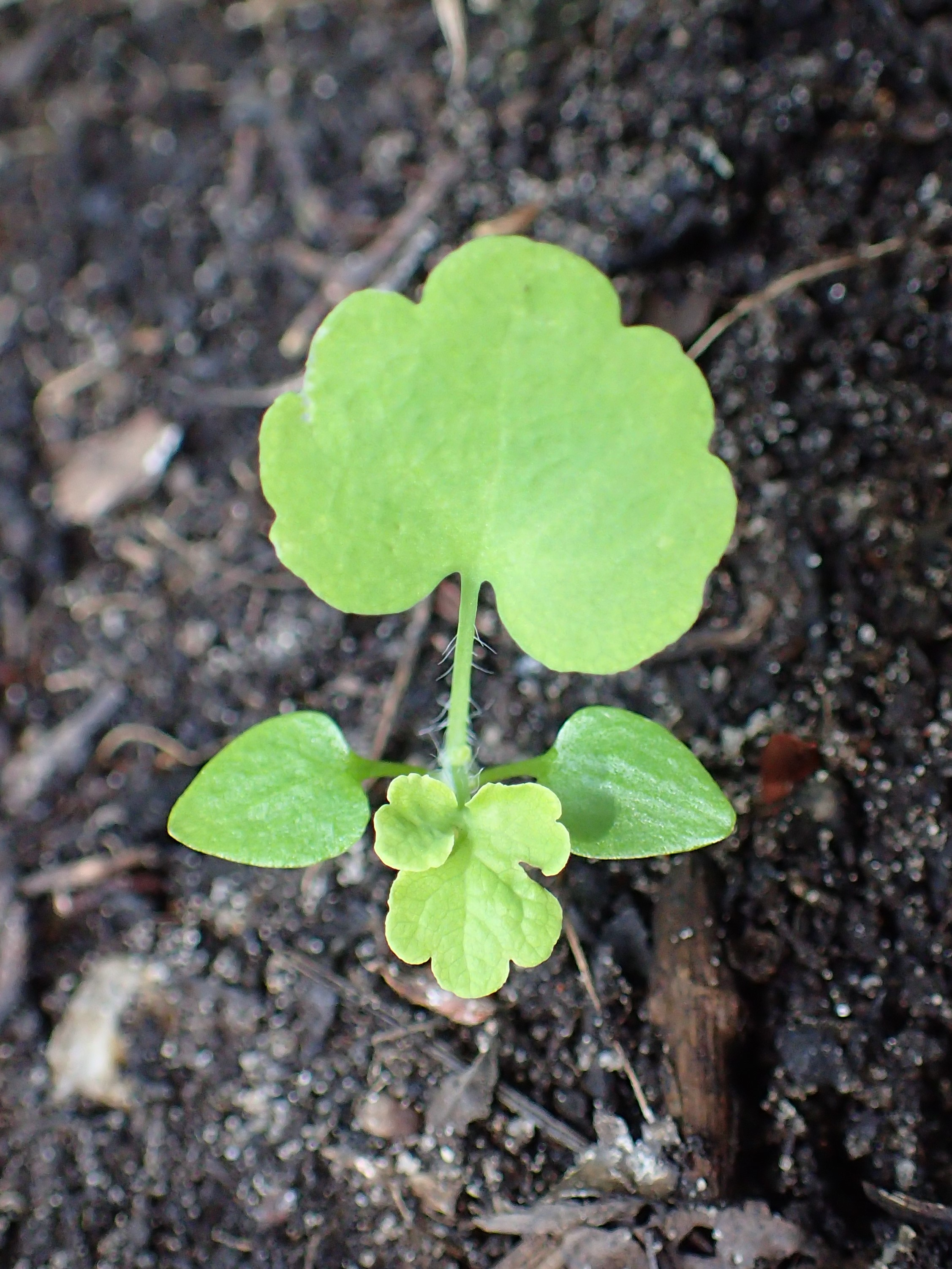
Siewka z liścieniami

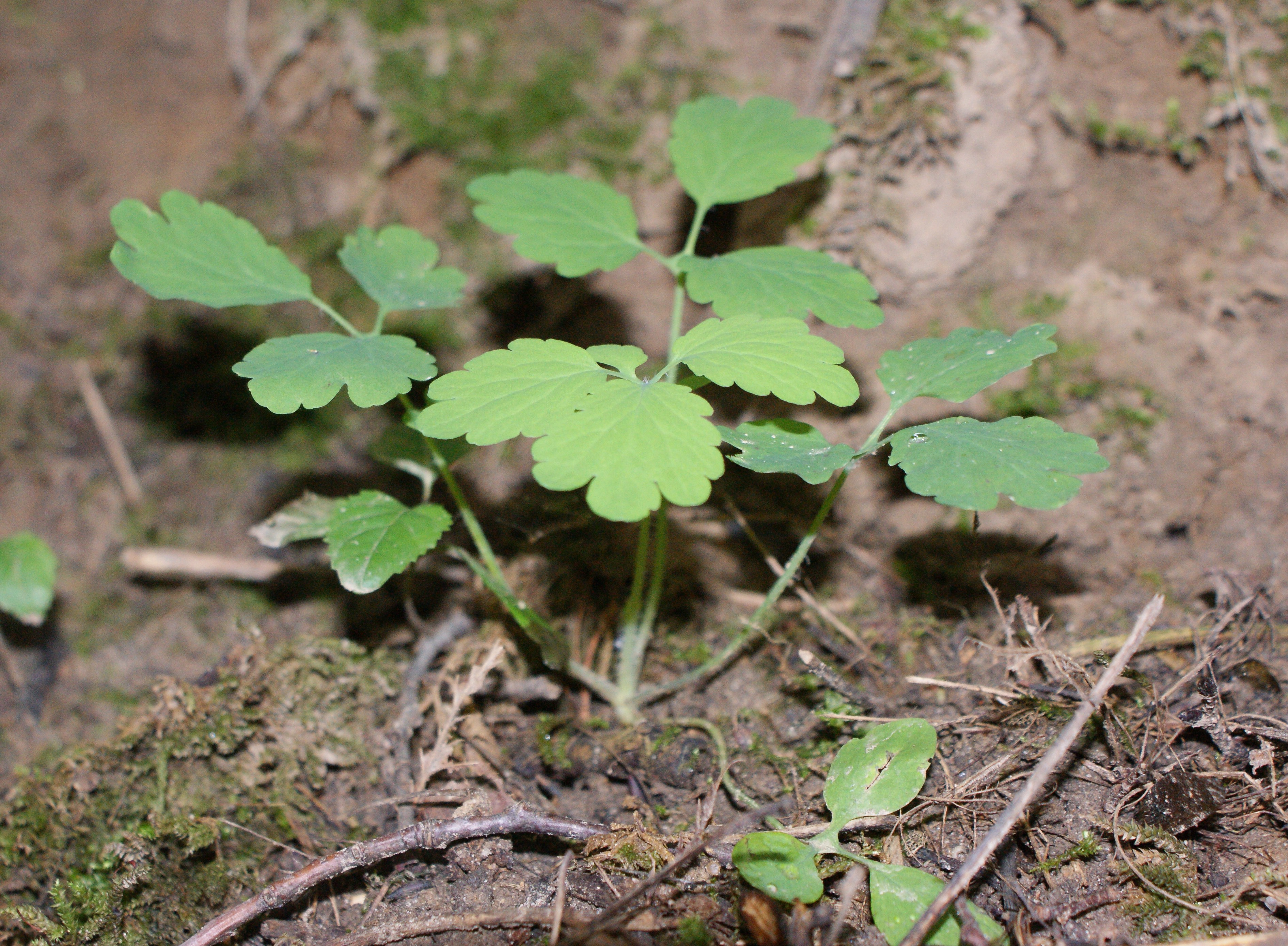
Starsza siewka

Bylina, hemikryptofit. Kwitnie od maja do września, czasem do października. Nasiona rozsiewane są przez mrówki wabione elajosomem (myrmekochoria). Dojrzewają sukcesywnie w okresie od czerwca do grudnia. Rozpoczynają kiełkowanie w zależności od warunków pogodowych po 20-60 dniach. Zachowują zdolność do kiełkowania przez 4 lata, jednak z każdym rokiem zdolność ta wyraźnie spada. Liścienie są owalne, liście młodociane trójklapowe. Po pierwszym roku rozwoju rośliny zimują wytworzywszy niewielką rozetę liści odziomkowych. Organy nadziemne dobrze znoszą mrozy, co zawdzięczają glikogenowi. W kolejnym roku intensywny wzrost rozpoczyna się w końcu marca i już od połowy maja rozpoczyna się kwitnienie. Kwiaty glistnika są samopylne, choć dochodzi także do zapylenia krzyżowego. W czasie niepogody kwiaty się zamykają.
Glistnik rozmnaża się także wegetatywnie. Następuje to w wyniku specyficznego przyrostu korzenia. Od góry, w części środkowej korzenia dochodzi do zamierania komórek. Równocześnie przyrasta on pierścieniowo w dwóch kierunkach. W efekcie następuje od góry rozszczepienie korzenia głównego i w miarę kontynuowania tego procesu powstają dwie rośliny potomne.

### Anatomia
Po przełamaniu organów nadziemnych (łodygi, liści) wydziela się obficie żółtopomarańczowy sok mleczny zawarty w wakuolach żywych komórek rurek mlecznych (latycyfer). Rurki mleczne glistnika są członowane i tworzą długie łańcuchy niepołączone ze sobą (brak anastomoz). Kolejne komórki w rurce łączą się poprzez perforacje ścian poprzecznych. Korzeń na przełomie jest żółty, łodyga i ogonki liściowe są wewnątrz puste. Liczba chromosomów 2n=10, 12.

### Cechy fitochemiczne
Glistnik zawiera ok. 20 alkoloidów izochinolinowych obecnych głównie, choć nie tylko, w soku mlecznym (brak ich tylko w nasionach). Wyróżnia się ich kilka grup – pochodne benzofenantrydyny (m.in. główny alkaloid chelidonina, także chelerytryna, chelitrydyna, sangwinaryna), pochodne protopiryny (protopina, alfa- i beta-allokryptopina), pochodne protoberberyny (berberyna, koptyzyna, stylopina), a także sparteinę reprezentującą alkaloidy chinolizydynowe. Zawartość alkaloidów w zielu wynosi od 0,48 do 1,04%, w korzeniach do 1,95% (według niektórych źródeł nawet do 3%). W zielu głównym alkaloidem jest koptyzyna, natomiast w korzeniu – chelidonina. Poza tym w roślinie stwierdzono: kwasy organiczne (swoisty kwas chelidonowy, a także jabłkowy, cytrynowy, ferulowy – 0,02%, kawowy – 0,4%, kumarynowy – 0,06%, gentyzynowy) oraz pochodne kwasów fenolowych, saponiny, duże ilości soli wapniowych oraz enzymy proteolityczne, flawonoidy, aminy biogenne (m.in. histaminę, tyraminę), śladowe ilości olejku eterycznego, karoteny, witaminę C. Substancją zapasową u glistnika jest glikogen, a nie skrobia. Nasiona zawierają 40–60% olejów roślinnych. Roślina nieprzyjemnie pachnie i ma szczypiący, gorzki smak. Silny zapach może w przypadku osób wrażliwych być przyczyną kichania, kaszlu, a nawet wymiotów. Sok mleczny zawarty w roślinie odstrasza roślinożerców. Z racji zawartości m.in. berberyny żółte plamy soku mlecznego na skórze i innych materiałach bardzo silnie fluoryzują w świetle UV.
Roślina trującaZdarzają się zatrucia spowodowane spożyciem dużej ilości glistnika lub jego przetworów. Przytrafiają się one narkomanom próbującym stosowania glistnika w zastępstwie maku lekarskiego oraz osobom, które nadużyją leków z alkaloidami glistnika. Toksyczne działanie mają alkaloidy izochinolinowe. Objawem zatrucia jest ból i pieczenie w jamie ustnej, ślinotok, ból brzucha i biegunka, czasem krwawa. W ostrych przypadkach zdarzają się zawroty, zaburzenia świadomości (do głębokiej śpiączki włącznie), spadek ciśnienia tętniczego, tachykardia. Najpoważniejsze objawy dotyczą zaburzeń funkcji układu krążenia, do zapaści włącznie. Zarejestrowano przypadki zatruć śmiertelnych (w przypadku dzieci). W przypadku spożycia glistnika należy jak najszybciej podać osłaniająco białko jaja kurzego lub chude mleko, a następnie wykonać płukanie żołądka. Sok glistnika może powodować także podrażnienie skóry (pieczenie, obrzęk, owrzodzenie) oraz spojówek (pieczenie, łzawienie). Zatrucia zwierząt w zasadzie się nie zdarzają, ponieważ te unikają glistnika z powodu nieprzyjemnego zapachu i smaku. Sporadycznie u bydła obserwowano po spożyciu dużych dawek ślinotok, senność, chwiejny chód i silne pragnienie. Dawki do 0,5 kg zielonej masy glistnika nie powodowały jednak objawów zatrucia.
W pierwszych latach XXI wieku potwierdzono także hepatotoksyczność alkaloidów glistnika.

## Ekologia

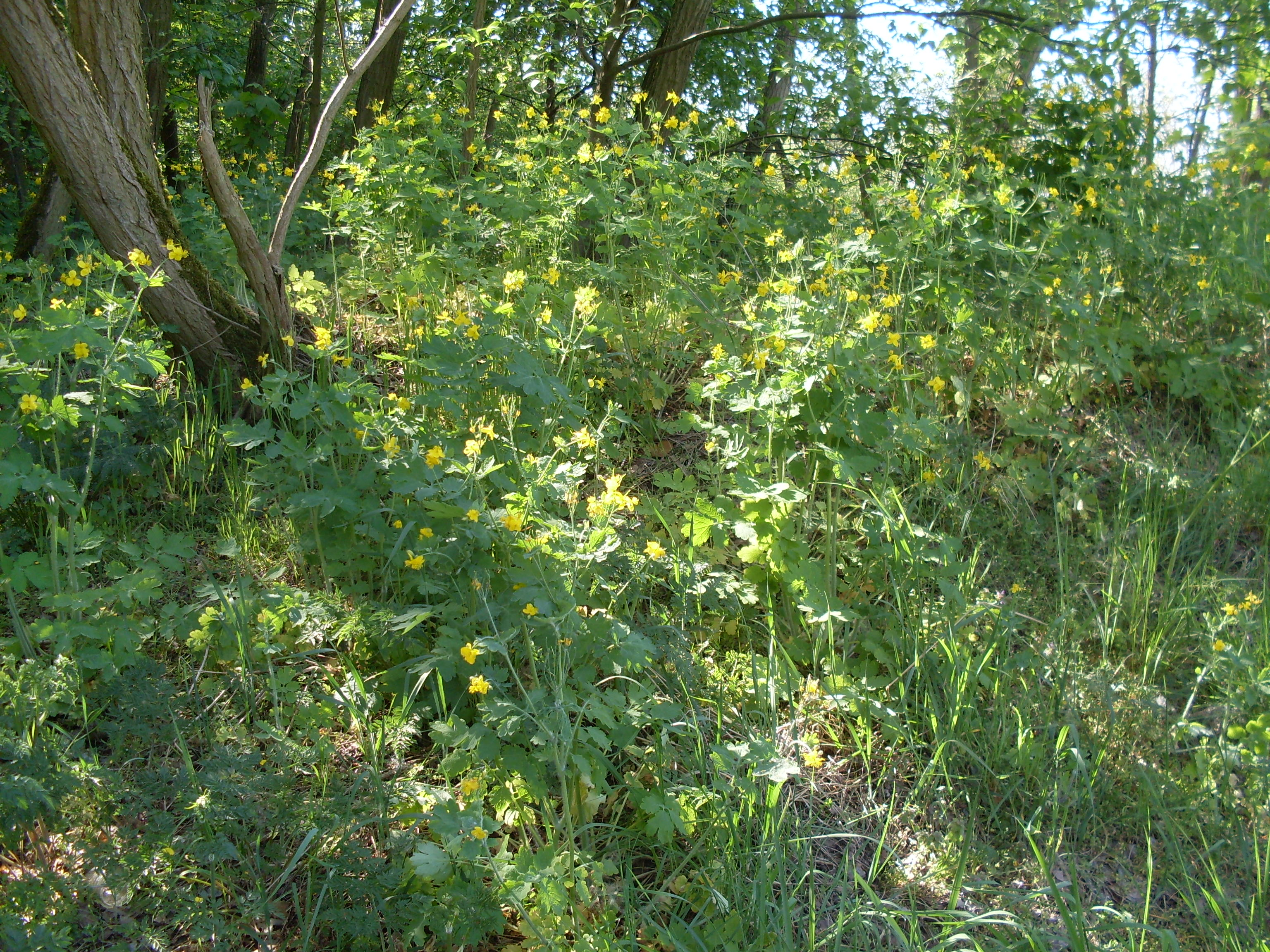
Glistnik jaskółcze ziele w typowym siedlisku często występuje licznie – skraj Puszczy Wkrzańskiej w Policach

Glistnik rośnie w miejscach ruderalnych (przydroża, przypłocia, rumowiska i wysypiska odpadów) oraz na obrzeżach lasów i w zaroślach, na siedliskach wilgotnych grądów oraz żyznych buczyn. Nierzadko także jako chwast w parkach, sadach i ogrodach. Preferuje miejsca lekko zacienione, na glebach żyznych i próchnicznych. Przystosowaniem do wzrostu na glebach żyznych i pulchnych jest pełnienie przez liście odziomkowe funkcji podporowych – odgięte na boki utrzymują w odpowiedniej pozycji chwiejnie osadzoną w miękkiej glebie roślinę. Glistnik wymaga gleb bogatych w azot, o odczynie obojętnym. Rośnie nierzadko jako przypadkowy epifit np. na ogławianych wierzbach, gdzie jego nasiona zanoszone są przez mrówki.
W fitosocjologii jest gatunkiem charakterystycznym dla rzędu (O.) Glechometalia oraz dla lasków robiniowych Chelidonio-Robinietalia. Jest też gatunkiem wyróżniającym dla antropogenicznej postaci zespołu okrajkowego Alliario-Chaerophylletum temuli oraz zbiorowiska bylin ruderalnych Erysimo-Melilotetum.

## Systematyka i zmienność
Gatunek reprezentuje monotypowy rodzaj Chelidonium Linnaeus, Sp. Pl. 505. 1 Mai 1753. Klasyfikowany jest do plemienia Chelidonieae, dla którego Chelidonium jest rodzajem typowym. Plemię to należy do podrodziny Papaveroideae w obrębie rodziny makowatych (Papaveraceae).
W obrębie gatunku wyróżnia się dwa podgatunki oraz kilka odmian biologicznych i uprawnych.
- Podgatunek nominatywny Chelidonium majus subsp. typicum – występuje w Europie i Azji zachodniej.
- Podgatunek Chelidonium majus subsp. grandiflorum (DC.) Printz [Veg. Siber.-Mongol. Front. 251 1921] – opisywany był też jako odrębny gatunek (syn.: Chelidonium grandiflorum DC., Chelidonium dahuricum DC., Chelidonium cavaleriei H.Lév.)[35] lub odmiana (C. majus var. grandiflorum Candolle)[5]. Do taksonu tego zaliczane są rośliny występujące w Azji wschodniej, które w odróżnieniu od europejskich i występujących w Azji zachodniej, mają wyraźnie większe kwiaty sięgające do 3,5 cm średnicy[5].

Występujące w naturze rośliny są zwykle homozygotami dominującymi, w których allel dominujący (M) powoduje rozwój długich szypułek i owoców, a drugi (L) liści o szerokich odcinkach. W przypadku genu odpowiedzialnego za długość organów stwierdzono dominację zupełną (istnieją, choć rzadko homozygoty recesywne – mm – o krótkich owocach, szypułkach i osiach liści), a w przypadku genu odpowiedzialnego za szerokość liści dominacja jest niezupełna, tj. heterozygoty mają cechy pośrednie. Homozygoty recesywne pod względem obu cech (mmll), o odpowiednio krótkich szypułkach i owocach oraz silnie podzielonych i wydłużonych odcinkach liściowych, są rzadsze. Łatki liści u nich są lancetowate i zaostrzone. Także płatki kwiatów są wcinano-ząbkowane lub zaostrzone na szczycie. Formy takie opisane zostały jako odmiana var. laciniata lub wyróżniane są jako kultywar 'Laciniata'. Rośliny takie zauważone i opisane zostały już w 1590 w Heidelbergu.
Obok odmiany laciniata opisywano także odmianę latipetalum o szerokich płatkach korony. W uprawie spotykana jest też odmiana uprawna 'Flore Pleno' o kwiatach większych niż u roślin typowych i pełnych.
W przeszłości prowadzono prace w celu uzyskania odmian bardziej wartościowych do zastosowań leczniczych, tj. o podwyższonej zawartości alkaloidów. Traktowano glistnika m.in. kolchicyną i izotopami kobaltu. Uzyskano w ten sposób m.in. rośliny tetraploidalne (4n=24). W rezultacie tego typu prac zarejestrowana została w Polsce w 1976 odmiana 'Cynober' wyróżniająca się podwyższoną zawartością alkaloidów.

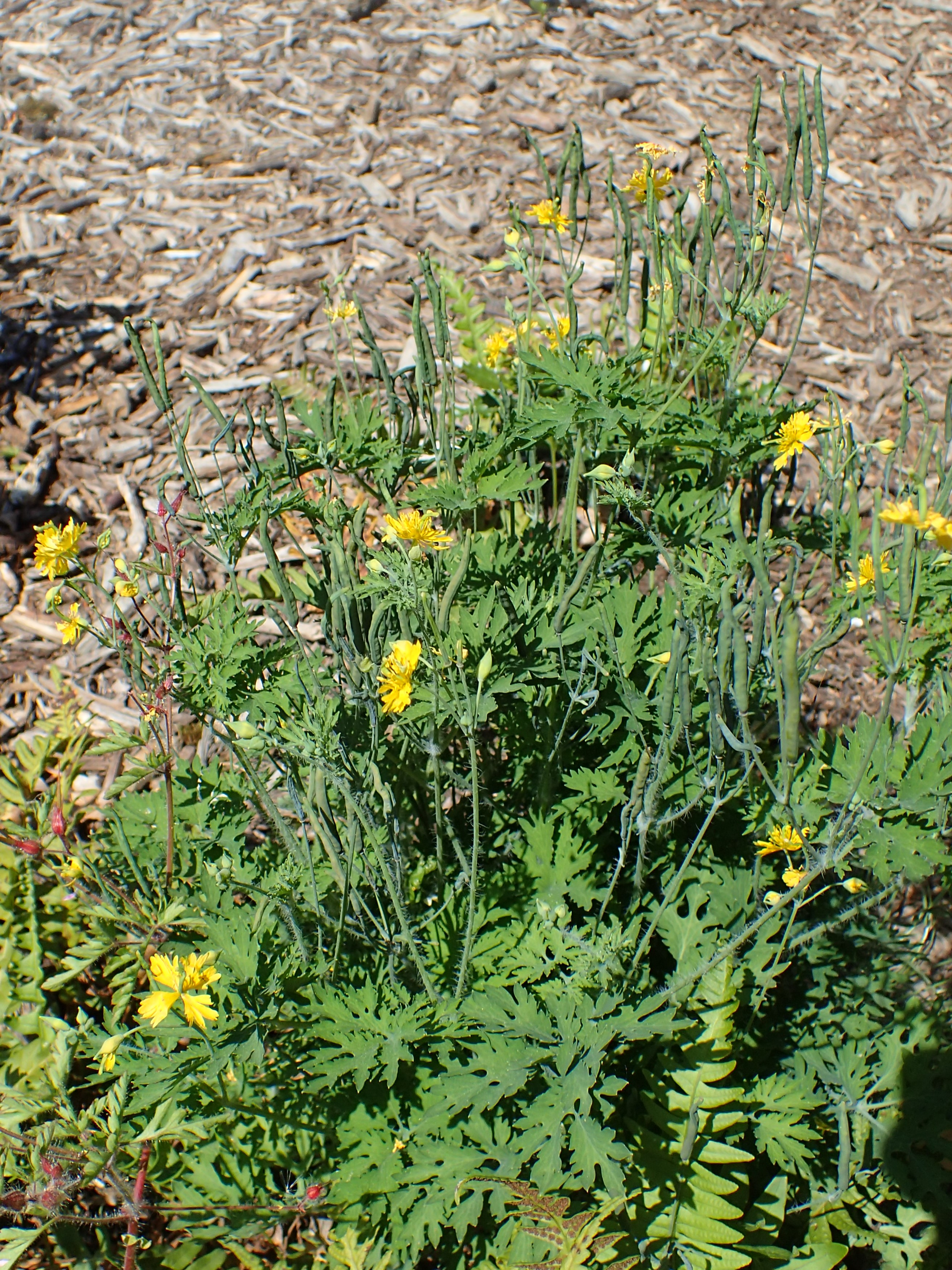
Odmiana 'Laciniata'
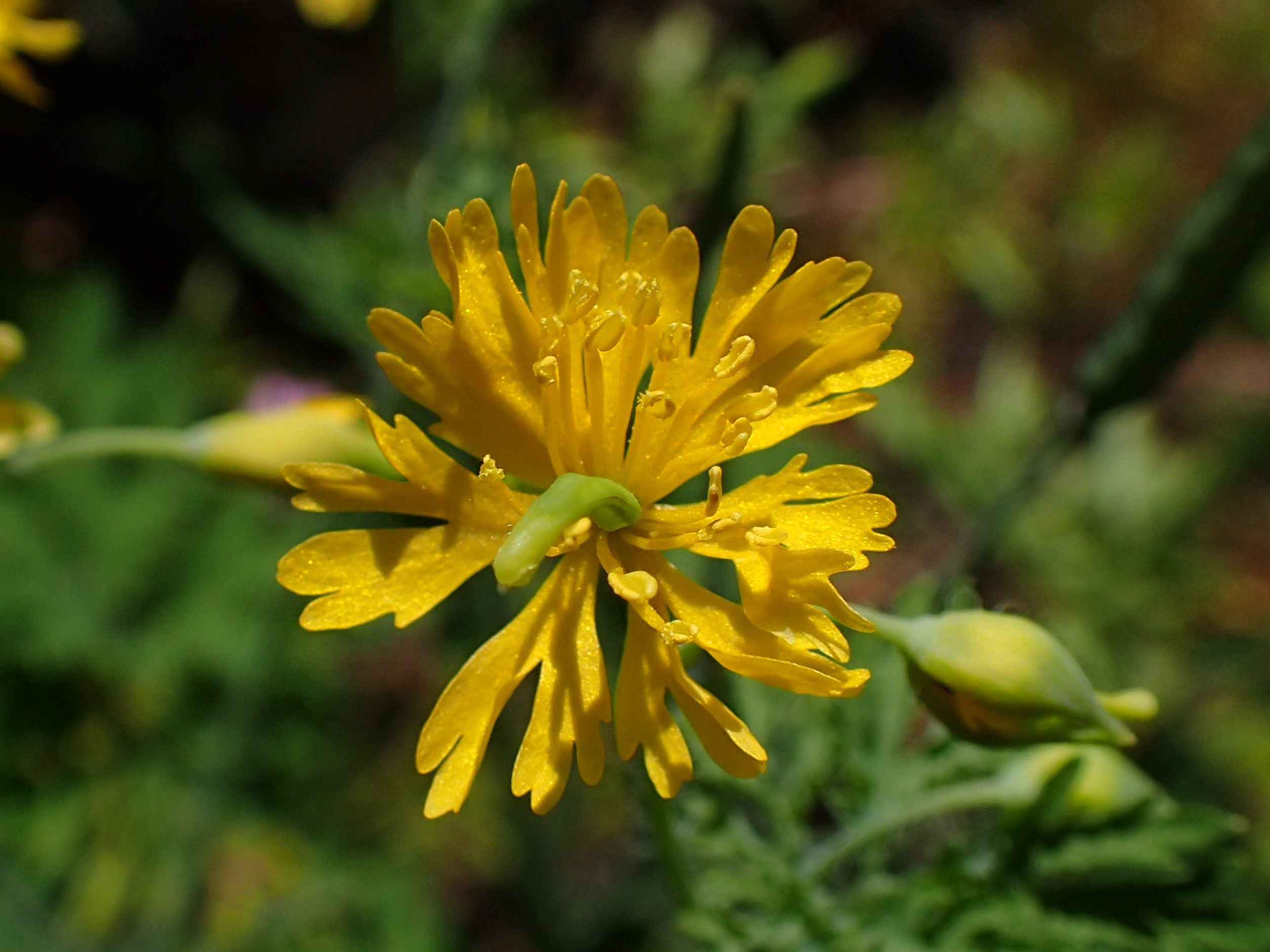
Odmiana 'Laciniata'
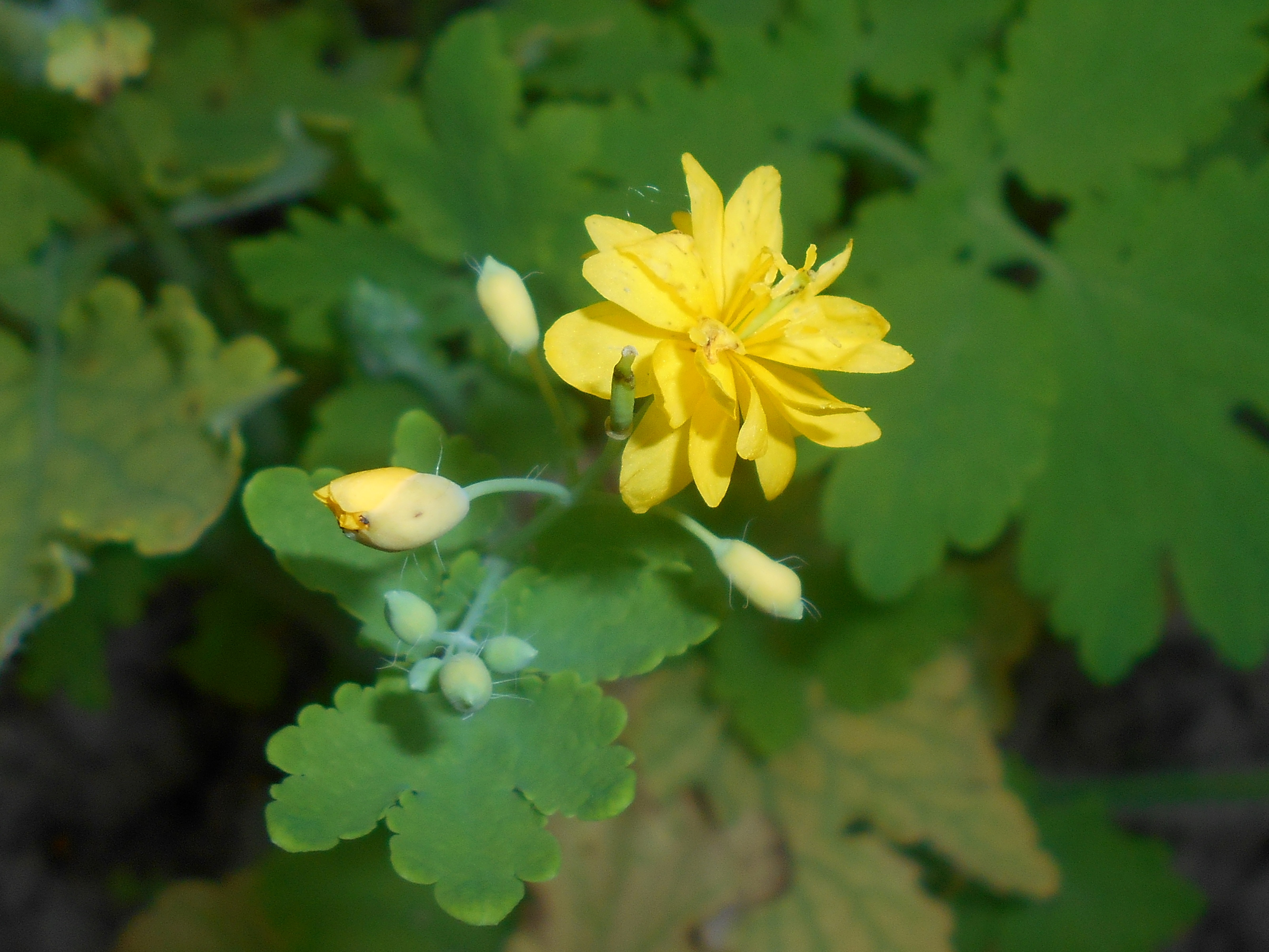
Odmiana 'Flore Pleno'

## Nazewnictwo
Naukowa nazwa rodzajowa Chelidonium pochodzi od greckiego słowa chelidon oznaczającego jaskółkę. Także nazwa zwyczajowa w języku polskim (jaskółcze ziele) nawiązuje do tych ptaków. Etymologia tych określeń wiązana jest ze zbieżnością terminów zakwitania i zamierania tych roślin z terminami przylotów i odlotów jaskółek, co opisał już Pedanios Dioskurydes. W XVII w. angielski botanik i lekarz Nicholas Culpeper wywodził nazwę od jaskółek tłumacząc jednak odmiennie związek tej rośliny z nimi. Ziele glistnika miało bowiem być przez jaskółki wykorzystywane do regeneracji oczu, w przypadku ich wydłubania pisklętom... (sam potwierdził, że po wydłubaniu młodym jaskółkom źrenic, ich oczy miały zdrowieć, choć nie zauważył jednak w jaki sposób dorosłe korzystały z glistnika...). Słowo chelidonium stosowane było także w Starożytnym Rzymie w odniesieniu do tej rośliny oraz z wyrabianej z niej maści na oczy. Nazwa gatunkowa majus oznacza „większy”. Alchemicy ceniący korzeń glistnika nazywali go „kamieniem mądrości” oraz coeli donum czyli „darem niebios”, co według niektórych źródeł jest genezą nazwy naukowej.
Roślina ma wiele nazw zwyczajowych i ludowych w języku polskim oraz odnotowanych dawniej na polskich kresach. Ich źródłem jest spolszczona w różny sposób tradycyjna nazwa grecka i łacińska (stąd: celidonia (na Pomorzu), cyndalia (na Śląsku), cyngalia (w okolicach Kielc), cencylia, cendalia), żółta barwa kwiatów i soku mlecznego (złotnik (w Wielkopolsce), żółtnik (na Mazowszu), żółcieniec, żółcień, żółtak, złotogroch, złotokwiat), wykorzystywanie do zwalczania robaków (stąd: glistewnik (na Podlasiu), glistnik pospolity, glistnik większy, gliśnik, glizdownik), nawiązanie do terminu kwitnienia i przylotu jaskółek (jaskółecznik (na białostocczyźnie), jaskółcze ziele, jaskółcze gniazdo, jaskólnik). W użyciu były i takie nazwy jak: sapun lub sapon (na Śląsku), hładysznyk, jodyna, kurza ślepota, niebospad, psi mlecz, rostopaść, samozełeń, sobacza lilija, brodawka, brodawnik, dar niebieski.
Najstarsze udokumentowane nazwy w języku polskim odnoszące się do tego gatunku to złotokwiat (zlothokwath) w rękopisie z 1468 oraz odnotowane w XVI wieku gorzekwiat, celidonia, złotnik (zlothnyk, szlothnyk). Pierwszym, który opublikował nazwę „glistnik jaskółcze ziele”, rozpowszechnioną później w XX wieku, był Feliks Berdau w 1859 (Flora Cracoviensis).

## Zastosowania

### Roślina lecznicza

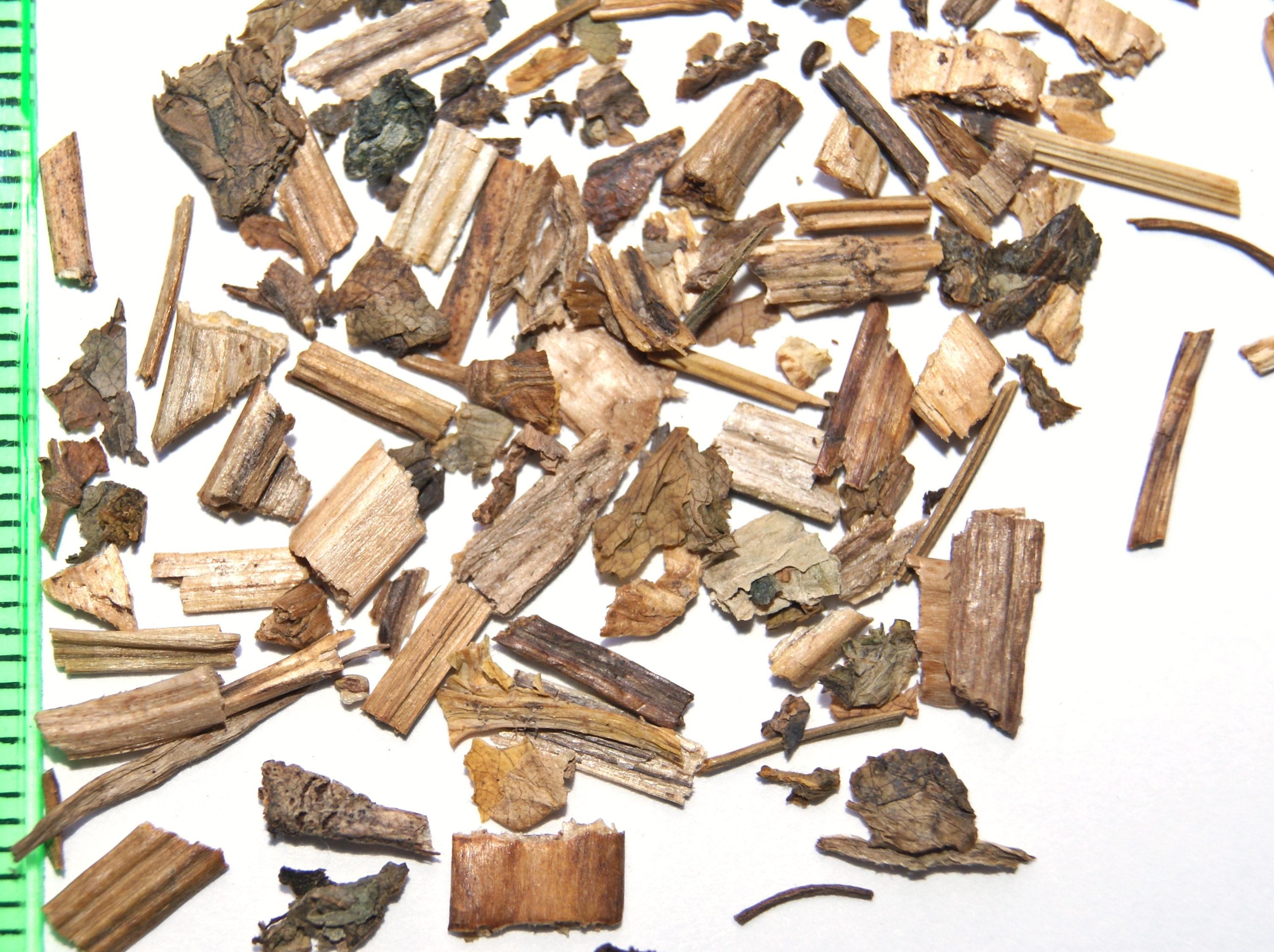
Suszone ziele Herba Chelidonii

HistoriaGlistnik stosowany jest od dawna w ziołolecznictwie europejskim i chińskim, a niedługo po introdukcji do Ameryki Północnej zaczął być wykorzystywany także przez Indian. Już w Starożytnej Grecji i Rzymie przypisywano mu najróżniejsze właściwości, m.in. używano go do zwalczania robaków przewodu pokarmowego. Gatunek opisany został m.in. przez Teofrasta z Eresos i Dioskurydesa. Później o glistniku pisała m.in. Hildegarda z Bingen, a także Paracelsus i Pierandrea Matthioli. W XVI w. zgodnie z nauką o sygnaturach glistnikiem z powodu żółtego koloru soku i kwiatów zaczęto leczyć żółtaczkę i choroby wątroby. W lecznictwie ludowym ziele było szeroko wykorzystywane, zwłaszcza do leczenia zmian skórnych (brodawek, liszajów) oraz ran, leczono oczy oraz robaczycę u dzieci. W pierwszej połowie XIX w. odkrywać zaczęto alkaloidy zawarte w glistniku (w 1824 – chelidoninę, w 1839 – chelerytrynę). Do celów leczniczych zbierano zwykle rosnące pospolicie rośliny dzikie, jednak w XX wieku zapotrzebowanie na surowiec zielarski spowodowało rozpowszechnienie upraw polowych tego gatunku. Glistnik uprawiany był w latach 40. XX w. w Niemczech, w latach 80. XX w. na Węgrzech. W Polsce uprawiano go od połowy lat 70. XX w. Do końca XX wieku zarówno ziele glistnika jak i wyizolowane z niego w stanie czystym alkaloidy miały duże znaczenie lecznicze i były często stosowane, zwłaszcza w gastroenterologii. Od przełomu XX i XXI wieku zaczęły się pojawiać doniesienia o szkodliwych skutkach leczenia za pomocą glistnika i zaczęło się wycofywanie preparatów z glistnikiem z lecznictwa.
Surowiec zielarskiZiele glistnika (Chelidonii herba) – wysuszone, całe lub rozdrobnione nadziemne części rośliny zebrane w czasie kwitnienia oraz korzeń glistnika (Chelidonii radix), stosowane zwykle w postaci wyciągu. Ziele glistnika powinno zawierać powyżej 0,6% sumy alkaloidów w przeliczeniu na chelidoninę.
Zbiór i suszenieZiele (młode pędy) zbierać najlepiej w okresie kwitnienia w maju i czerwcu. Suszyć w podwyższonej temperaturze ok. 30 °C lub nawet do 60 °C. Korzenie wykopuje się jesienią lub wczesną wiosną i suszy w temperaturze ok. 60 °C. Surowiec przechowywać należy w szczelnym zamknięciu chroniąc przed wilgocią. By zebrać 1 kg suszu trzeba wysuszyć ok. 6 kg świeżego ziela i korzeni.
DziałanieDziałanie ziela glistnika jest wypadkową reakcji na szereg zawartych w nim alkaloidów, oddziałujących na białka, w tym receptorowe. Najsilniejsze działanie wiąże się z rozkurczaniem mięśni gładkich (układu pokarmowego, dróg żółciowych, moczowodów, dróg rodnych). Rozmaite wtórne metabolity (np. chelerytryna i sangwinaryna), zawarte zwłaszcza w nadziemnych organach glistnika, mają potwierdzone działanie przeciwwirusowe, bakteriobójcze (szczególnie na bakterie Gram-dodatnie, np. gronkowce), pierwotniakobójcze, grzybobójcze. Sangwinaryna jest przy tym inhibitorem acetylocholinoesterazy, a chelerytryna powoduje u ludzi porażenie ośrodkowe i podrażnia błony śluzowe. Chelidonina działa podobnie na ośrodkowy układ nerwowy jak morfina, ale znacznie słabiej (nie powoduje euforii). Jest także trucizną mitotyczną (hamuje podziały komórek). Ziele działa także przeciwalergicznie. Sok mleczny z glistnika używany jest w lecznictwie ludowym jako lek skutecznie usuwający brodawki (kurzajki) na skórze. Glistnik uważany jest za najbardziej skuteczny naturalny lek przeciwko brodawkom. Mechanizm działania polega na blokowaniu podziałów mitotycznych komórek w obrębie zmiany skórnej oraz ograniczaniu replikacji wirusa brodawczaka ludzkiego. Badano także skuteczność działania alkaloidów zawartych w glistniku w zwalczaniu wirusa HIV. Opisywane czasem działanie przeciwnowotworowe, wiązane jest z pojedynczymi przypadkami, co nie pozwala na zakwalifikowanie glistnika jako leku onkologicznego. Z drugiej strony preparaty z glistnika badane na myszach wykazują pewne działania użyteczne w leczeniu onkologicznym, a alkaloidy glistnika okazały się główną substancją czynną w używanym w kuracjach antynowotworowych preparacie o nazwie „Ukrain”, mającym wykazywać działanie przeciwnowotworowe (indukcję apoptozy komórek nowotworowych). Brak danych czy lek działa kompleksowo, czy odpowiadają za jego działanie określone składniki (zawiera bardzo różne alkaloidy i lek cytostatyczny Thiotepa). Stosowanie tego leku jest odradzane przez towarzystwa onkologiczne.
Większość korzystnych efektów stosowania glistnika wykorzystywanych w tradycyjnej medycynie ludowej została potwierdzona metodami naukowymi, jednak błędne okazało się przypisywanie mu działania moczopędnego, przeciwkaszlowego i regenerującego oczy. Zaobserwowano natomiast nieznane wcześniej działanie antyosteoporetyczne, neuroochronne i radioochronne.
Leki i dawkowanieZe względu na własności toksyczne leczenie tą rośliną może być przeprowadzane tylko za wiedzą i pod kontrolą lekarza. Dopuszcza się stosowanie maksymalnie w dziennej dawce 12–30 mg alkaloidów tj. 2–5 g suchego ziela. Suche ziele glistnika wchodzi w skład mieszanki ziołowej "Cholagoga II", a wyciągi z ziela zawarte są w preparatach "Gastrochol", "Azarina", wyciąg płynny jest też jednym ze składników leków „Chelicur”, „Cholagogum N Nattermann” oraz syropu sosnowego „Sirupus Pini compositus”. Alkaloidy glistnika zawarte są także w tabletkach i kapsułkach „Chelidonina” i „Cholagogum”. W celu sporządzenia odwaru z glistnika pół łyżki stołowej ziela zalewa się letnią wodą i lekko ogrzewa na parze przez 30 minut. Po ostudzeniu i przecedzeniu pije się 3 razy dziennie 1-2 łyżki w celu uśmierzenia bóli jelitowych i przy bolesnym miesiączkowaniu. W przypadku gotowych mieszanek ziołowych ("Cholagoga II") zalewa się wodą i zagotowuje 1 łyżkę stołową ziół i pije 2–3 razy dziennie szklankę odwaru. Przy leczeniu kurzajek kilka razy dziennie należy dotknąć sokiem mlecznym brodawki, uważając by nie poplamić zdrowej skóry. Uważać należy na to, by sok ten nie dostał się do oczu, ponieważ powoduje silne pieczenie. Okłady z sokiem mlecznym są pomocne w leczeniu grzybic skóry i trudno gojących się ran. Na skaleczenia przykłada się zgniecione liście.
PrzeciwwskazaniaLeki z glistnikiem nie mogą być stosowane pod koniec ciąży (pobudzają skurcze macicy), w chorobie wrzodowej, przy jaskrze i ostrych nieżytach przewodu pokarmowego. Przy dłuższym stosowaniu alkaloidów glistnika istnieje zagrożenie spowodowania jaskry. Od końca XX wieku pojawiać się zaczęły doniesienia o ostrych uszkodzeniach wątroby u pacjentów leczonych preparatami z glistnika. Uszkodzenia te następowały niezależnie od wielkości dawek przyjmowanych przez pacjentów (według niektórych źródeł problem pojawia się przy dłużej trwających kuracjach). Badania laboratoryjne potwierdziły dużą wrażliwość ludzkich hepatocytów na alkaloidy zawarte w glistniku. W efekcie preparaty z glistnika wycofywane są współcześnie z lecznictwa. W ocenie Europejskiej Agencji Medycznej z 2010 korzyści płynące ze stosowania preparatów glistnika nie równoważą ryzyka związanego z zagrożeniem dla zdrowia pacjentów.
WeterynariaW lecznictwie ludowym zwierząt za pomocą naparów z glistnika leczono spuchnięte wymiona krów oraz usuwano pasożyty wewnętrzne u świń.
HomeopatiaGlistnik wykorzystywany jest do wytwarzania preparatów homeopatycznych stosowanych w celu regulacji pracy wątroby i dróg żółciowych („Chelidonium Compose”), w stanach zapalnych i innych chorobach dróg żółciowych oraz wątroby („Chelidonium-Homaccord”).

### Roślina ozdobna
Rośliny typowe występują w ogrodach i parkach często jako chwasty. Odmiany ozdobne o kwiatach pełnych lub silnie wcinanych liściach i płatkach bywają uprawniane. Ze względu na jasnozieloną barwę i jaskrawe kwiaty zalecane są do sadzenia na tle ciemnych, rzadko rosnących krzewów i iglaków.

### Inne zastosowania
- Dym powstający ze spalonej rośliny ma własności owadobójcze[31]. Suche ziele palono m.in. na Podlasiu by wytępić muchy w domostwach[42].
- Ziarno pszenicy moczone w soku glistnika służyło jako pułapka na ryby i ptaki[41].
- Roślina wykorzystywana jest jako naturalny pestycyd w Chinach[50].

## Uprawa
W uprawie ogrodowej glistnik jest mało wymagający. W doświadczeniach polowych z dość dobrym skutkiem wysiewano glistnika do gruntu w listopadzie i w kwietniu w rzędach o rozstawie 0,4–0,5 m. Bardziej wskazany jest wysiew jesienny, ponieważ nasiona wysiane wiosną kiełkują mniej równomiernie i z dużym opóźnieniem (do 6 tygodni od wysiewu). W celu uzyskania nasion zbiera się całe rośliny i suszy, ew. zbiera się nasiona z roślin kilkukrotnie w związku ze stopniowym ich dojrzewaniem. Nasiona łatwo się osypują i ich plon z 1 ha wynosi do 140 kg (do obsiania 1 ha wystarcza ok. 3–5 kg nasion). Rośliny dobrze rosną zarówno w półcieniu jak i na stanowiskach w pełni oświetlonych. Mają większe wymagania wilgotnościowe w okresie kiełkowania i we wczesnych fazach wzrostu. Także umiarkowane nawożenie przyśpiesza wzrost młodych roślin. Z powodu początkowo powolnego wzrostu należy szybko odchwaszczać miejsce uprawy glistnika. Poza tym wskazane jest spulchnianie gleby.
W uprawie polowej zbierano z 1 ha od 1,2 do 2 ton korzeni i od 1 do 1,5 tony ziela.

## Choroby i szkodniki
Glistnik porażany jest przez wiosenne stadia rdzy topolowo-glistnikowej (Melampsora magnusiana). Pod skórką liści zaatakowanych roślin tworzą się drobne spermatogonia, a następnie na pędach powstają żółtopomarańczowe, luźne lub zwarte plamy o średnicy do 2 cm (skupienia zarodników wiosennych). Dalsze stadia rozwojowe powodujące porażenia liści odbywają się na różnych gatunkach topoli.
Z chorób wirusowych często deformacje glistnika powoduje mozaika glistnikowa (Cucumber mosaic virus). Rośliny porażone wolno rosną wiosną, mają zdeformowane liście, plamiaste zwłaszcza w części środkowej blaszki. Wirusy przenoszone są przez mszycę glistnikową (Acyrthosiphon chelidonii) – monofaga żerującego wyłącznie na glistniku, zwykle na spodniej stronie jego liści, ew. na młodych pędach. Poza tym na glistniku żerują niewyspecjalizowane pokarmowo zwierzęta.

## Obecność w kulturze i tradycjach
Ziele glistnika święcone było na różnych obszarach Polski podczas obchodów Bożego Ciała. Odwarem z glistnika wyparzano garnki aby więcej śmietany było na wierzchu.
Korzeń glistnika, który przełamany ma żółty kolor, odgrywał istotną rolę w alchemii, o czym świadczy to, że nazywany był on przez alchemików „kamieniem mądrości” i „darem niebios”. Ziele dodane do Terra damnata miało być lekiem na wszelkie choroby.
Okazy glistnika, zarówno w postaci płonnych różyczek liści przyziemnych, jak i w postaci rozwiniętych i owocujących okazów występują kilkakrotnie w tle malarskim scen w ołtarzu Wita Stwosza w Kościele Mariackim w Krakowie (m.in. w scenie „Hołd Trzech Króli”).